# Pehowa
Pehowa är en ort i Indien.   Den ligger i distriktet Kurukshetra och delstaten Haryana, i den norra delen av landet, 160 km norr om huvudstaden New Delhi. Pehowa ligger 261 meter över havet och antalet invånare är 39 101.
Terrängen runt Pehowa är mycket platt. Runt Pehowa är det tätbefolkat, med 369 invånare per kvadratkilometer. Det finns inga andra samhällen i närheten. Trakten runt Pehowa består till största delen av jordbruksmark.